# Acuerdo de Asociación con la Unión Europea
Un Acuerdo de Asociación con la Unión Europea (para abreviar, Acuerdo de Asociación o AA) es un tratado entre la Unión Europea  (sus instituciones y sus Estados miembros) y otro país, que crea un marco para la cooperación entre dichas partes. Las áreas frecuentemente cubiertas por dichos acuerdos incluyen el desarrollo de enlaces políticos, comerciales, sociales, culturales y de seguridad. La base legal para la celebración de los acuerdos de asociación es provista por el Art. 217 TFUE (antiguo Artículo 310 y Artículo 238 TCE).
Los Acuerdos de Asociación son amplios acuerdos marco entre la UE y un estado externo que rige sus relaciones bilaterales. La disposición para un acuerdo de asociación se incluyó en el Tratado de Roma, que estableció la Comunidad Económica Europea, como un medio para permitir la cooperación de la Comunidad con el Reino Unido, que se había retirado de las negociaciones del tratado en la Conferencia de Mesina de 1955. Según el Servicio Europeo de Acción Exterior, para que un acuerdo sea clasificado como un AA, debe cumplir con varios criterios:

1. El fundamento jurídico de su celebración es el artículo 217 TFUE (antiguo artículo 310 y artículo 238 TCE)

2. Intención de establecer una estrecha cooperación económica y política (más que una simple cooperación);

3. Creación de órganos paritarios para la gestión de la cooperación, competentes para tomar decisiones que vinculan a las partes firmantes;

4. Ofreciendo el tratamiento de Nación Más Favorecida;

5. Proporcionar una relación privilegiada entre la CE y su socio;

6. Desde 1995, la cláusula sobre el respeto de los derechos humanos y los principios democráticos se incluye sistemáticamente y constituye un elemento esencial del acuerdo;

7. En una gran cantidad de casos, el acuerdo de asociación reemplaza un acuerdo de cooperación, intensificando así las relaciones entre los socios.
Servicio Europeo de Acción Exterior

La UE normalmente concluye acuerdos de asociación a cambio de compromisos con la reforma política, económica, comercial o de derechos humanos en un país. A cambio, se le puede ofrecer al país acceso libre de aranceles a algunos o todos los ámbitos del mercado interior de la UE (bienes industriales, productos agrícolas, etc.) y asistencia financiera o técnica. Los AA firmados más recientemente también incluyen un Tratado de Libre Comercio (TLC) entre la UE y países terceros.
Los acuerdos de asociación deben ser negociados por la Comisión y ratificados por el Parlamento Europeo, por todos los parlamentos estatales de los 27 Estados miembros y el país en cuestión.

## Nombres y tipos
Los Acuerdos de Asociación se rigen por una variedad de nombres (por ejemplo, Acuerdo euromediterráneo que establece una asociación, Acuerdo europeo que establece una asociación) y no necesitan necesariamente tener la palabra «Asociación» en el título. Algunos AA contienen una promesa de futura membresía en la UE para el estado contratante.
Los primeros estados en firmar tal acuerdo fueron Grecia (1961) y Turquía en (1963).
En la historia reciente, tales acuerdos se han firmado como parte de dos políticas de la UE: Proceso de Estabilización y Asociación (AEA) y Política Europea de Vecindad (PEV).
Los países de los Balcanes occidentales (candidatos oficiales Albania, Macedonia del Norte, Montenegro y Serbia, y posibles candidatos Bosnia y Herzegovina y Kosovo) están cubiertos por la AEA. Los seis tienen «Acuerdos de Estabilización y Asociación» (AEA) con la UE vigente.
Los países del Mediterráneo (Argelia, Marruecos, Egipto, Israel, Jordania, Líbano, Libia, la Autoridad Palestina, Siria, Túnez) y los vecinos de Europa del Este (Armenia, Azerbaiyán y Bielorrusia, Georgia, Moldavia, Ucrania, pero excluyendo a Rusia que insiste sobre la creación de cuatro espacios comunes UE-Rusia) están cubiertos por la PEV. Siete de los estados mediterráneos tienen un «Acuerdo euromediterráneo que establece una asociación» (AEMEA) con la UE en vigor, mientras que Palestina tiene un AEMEA interina vigente. Siria rubricó un AEMEA en 2008, sin embargo, la firma ha sido diferida indefinidamente. Las negociaciones para un Acuerdo Marco con el estado restante, Libia, han sido suspendidas. Moldavia y Ucrania, de la Asociación Oriental, tienen acuerdos de asociación vigentes. Armenia completó las negociaciones para un AA en 2013, pero decidió no firmar el acuerdo, mientras que Azerbaiyán ha estado negociando un AA.
Tanto el SAA como el ENP AP se basan principalmente en el acervo comunitario de la UE y su promulgación en la legislación de estados cooperantes. Por supuesto, la profundidad de la armonización es menor que para los miembros plenos de la UE y algunas áreas de política pueden no estar cubiertas (dependiendo del estado particular).
Además de estas dos políticas, se han firmado Acuerdos de Asociación, con el acuerdo de libre comercio con otros estados y bloques comerciales, incluidos Chile, Colombia, Perú y Sudáfrica.

## Acuerdos de la UE con terceros estados

Acuerdos de asociación de UE con países vecinos

La Unión Europea

     Acuerdo sobre el Espacio Económico Europeo

     Acuerdo de Estabilización y Asociación

     Acuerdo que establece una Asociación

     Acuerdo de Asociación y Cooperación; Acuerdo de Asociación en negociaciones

     Acuerdo de Asociación en negociaciones

     Acuerdo euromediterráneo que establece una asociación

     Acuerdo Provisional Euromediterráneo que establece una asociación

     Acuerdo de cooperación; Acuerdo euromediterráneo que establece una asociación iniciada

     Acuerdo de asociación y cooperación

     Acuerdo de asociación y cooperación firmado

     Negociaciones sobre un Acuerdo Marco suspendido

### Acuerdos de asociación
Las siglas están especificadas en la Leyenda.

#### En vigor
- Acuerdo de Cotonú con los Estados de África, del Caribe y del Pacífico (2003).[6]
- AEA con Albania (2009).[7]
- AEMEA con Argelia (2005).[8]
- AEA con Bosnia y Herzegovina (2015).[9]
- AA con Chile (2005).[10]
- AEMEA con Egipto (2004).[11]
- AA con Georgia (2016).[12]
- Islandia en el EEE (1994).[13]
- AEMEA con Israel (2000).[14]
- AEMEA con Jordania (2002).[15]
- AEA con Kosovo* (2016).[16]
- AEMEA con Líbano (2006).[17]
- Liechtenstein en el EEE (1995).[13]
- AEA con Macedonia del Norte[18] (2004).[19]
- AA con Moldavia (2016).[20]
- AEA con Montenegro (2010).[21]
- AEMEA con Marruecos (2000).[22]
- Noruega en el EEE (1994).[13]
- AEA con Serbia (2013).[23]
- AC con Siria (1978;[24] programas de cooperación, se suspendieron en 2011).[25]
- AC-DC con Sudáfrica (2004).[26]
- AEMEA con Túnez (1998).[27]
- AA con Turquía (1964)[28] el marco para una unión aduanera (1995).[29]
- AA con Ucrania (2017).[30][31][32]

#### Actualmente en proceso de ratificación
- AA con América Central (firmado en 2012).[33]

#### Actualmente en negociaciones
- AA con Andorra.[34]
- AA con Azerbaiyán.[35]
- Libia (las negociaciones para un Acuerdo Marco se iniciaron en 2008, pero se suspendieron en 2011 debido a la guerra civil libia; a partir de 2014, la UE está tratando de reanudar las negociaciones).[36]
- AA con el Mercosur.[37][38]
- AA con Mónaco.[34]
- AA con San Marino.[34]
- AEMEA con Siria (rubricado en 2008,[39] sin embargo, la firma ha sido supendida indefinidamente por la UE debido a las preocupaciones sobre la conducta de las autoridades sirias durante las protestas antigubernamentales en 2011 y la consiguiente guerra civil).[25][40]
- AA con Reino Unido (después del Brexit).[41]

#### Acuerdos extintos
- AEEA con Bulgaria (1995),[42] al acceder a la UE en 2007.
- AA con Chipre (1973),[43] al acceder a la UE en 2004.
- AEA con Croacia (2005),[44] al acceder a la UE en 2013.
- AEEA con Eslovaquia (1995),[45] al acceder a la UE en 2004.
- AEEA con Eslovenia (1999),[46] al acceder a la UE en 2004.
- AEEA con Estonia (1998),[47] al acceder a la UE en 2004.
- AA con Grecia (1961), al acceder a la UE en 1981.
- AEEA con Hungría (1994),[48] al acceder a la UE en 2004.
- AEEA con Letonia (1998),[49] al acceder a la UE en 2004.
- AEEA con Lituania (1998),[50] al acceder a la UE en 2004.
- AA con Malta (1971),[51] al acceder a la UE en 2004.
- AEEA con Polonia (1994),[52] al acceder a la UE en 2004.
- AEEA con República Checa (1995),[53] al acceder a la UE en 2004.
- AEEA con Rumanía (1995),[54] al acceder a la UE en 2007.
- ASR con Reino Unido (1955),[55] al acceder a la UE en 1973.

### Tratados de libre comercio
Las siglas están especificadas en la Leyenda.

#### En vigor
- UA con Andorra (1991).[56]

Acuerdos de libre comercio de la UE
Unión Europea
Acuerdo en vigor
Acuerdo aplicado provisionalmente
Acuerdo firmado, pero no aplicado
Acuerdo rubricado, no firmado
Acuerdo en negociación
Negociaciones del acuerdo suspendidas
Sin acuerdo, sin negociaciones oficiales

- AEMEA interino con La Autoridad Nacional Palestina (1997).[4][57]
- TLC con Corea del Sur (2015).[58]
- TLC con las Islas Feroe (país constitutivo autónomo del Reino de Dinamarca) (1997).[59]
- AAE con Japón (2019).[60]
- AAE-CPC con México (2000).[61]
- UA con Mónaco (1958).[62]
- ACUA con San Marino (2002).[63]
- TLC con Suiza (1973).[64]

#### Actualmente en proceso de ratificación
- TLC con Colombia y Perú (firmados en 2012).[65]
- AECG con Canadá (firmado en 2016).[66]
- AAE interino con Camerún (firmado en 2009).[67]
- AAE con el CARIFORUM (firmado en 2008).[68]
- AAE con Costa de Marfil (firmado en 2009).[69]
- TLC con Ecuador (firmado en 2016).[70]
- AAE con Ghana (firmado en 2016).[71]
- AAE interino con Madagascar, Mauricio, las Seychelles, y Zimbabue (firmado en 2009).[72]
- TLC con Singapur (firmado en 2018).[73]
- AAE con la Comunidad de Desarrollo de África Austral (firmado en 2016).[74]

#### Actualmente en negociaciones
- TLC con Australia.[75]
- TLC con India.[76]
- TLC con Malasia[77]
- ALCPI con Marruecos.[78]
- TLC con Nueva Zelanda.[79]
- TLC con Filipinas.[80]
- TLC con Tailandia.[81]
- ALCPI con Túnez.[82]
- ATCI con Estados Unidos.[83]
- TLC con Vietnam TLC (finalizado en diciembre de 2015, pero no firmado).[84][85]
- AAE con los Estados de África, del Caribe y del Pacífico.[86]
- TLC con la ASEAN (las negociaciones pararon en 2009, a favor de negociaciones bilaterales con estados individuales).[87]
- AAE con la Comunidad Africana Oriental (finalizado en octubre de 2014, pero no firmado).[88][89]
- AAE con los Estados del Este y el Sur de África.[90]
- AAE con la Comunidad Económica de Estados de África Occidental (finalizado en febrero de 2014, pero no firmado).[89][91]
- AAE con los Estados de África central.[92]
- TLC con el Consejo de Cooperación para los Estados Árabes del Golfo (negociaciones suspendidas por el CCG en 2008).[93]

### Otros acuerdos
Las siglas están especificadas en la Leyenda.
- AC con Andorra (2005).[94]
- AAC con Armenia (1999).[95]
- AC con la ASEAN (1980),[96] válido sólo para Indonesia, Malasia, las Filipinas, Singapur y Tailandia.
- AAC con Azerbaiyán (1999).[97]
- AC con el CCG (1989).[98]
- AAC con Georgia (1999).[99]
- AAGC con Indonesia (2014).[100]
- AAC con Irak (2018).[101]
- AAC con Kazajistán (1999).[102]
- AAC con Kirguistán (1999).[103]
- AAC con Moldavia (1998).[104]
- ACCE con Mongolia (1993).[105]
- AAGC con Mongolia (2017).[106]
- AAM interino con Papúa Nueva Guinea (2011).[107]
- AAC con Filipinas (2018).[108]
- AAC con Rusia (1997).[109]
- AAC con Tayikistán (2010).[110]
- AAC con Ucrania (1998).[111]
- TCA con la URSS (1989), aprobado por Tayikistán en 1994 y por Turkmenistán.
- AAC con Uzbekistán (1999).[112]
- AAGC con Vietnam (2016).[113]
- AC con Yemen (1998).[114]

#### Actualmente en proceso de ratificación
- AAIM con Armenia (firmado en 2017).[115][116]
- AAC con Bielorrusia (firmado en 1995).[117]
- AAM interina con Fiyi (firmado en 2009).[107]
- AAC alcanzado con Kazajistán (firmado en 2015).[118]
- AARC con Nueva Zelanda (firmado en 2016).[119]
- AAC con Turkmenistán (Firmado en 1998).[120]

#### Actualmente en negociaciones
- AAC con Malasia.[121]
- Rusia (las negociaciones se suspendieron en 2014).[122]
- AAC con Singapur.[123]
- AAC con Tailandia.[124]
- AAC alcanzado con Uzbekistán.[125]

#### Acuerdos extintos
- ACCCE con Albania (1992),[126] reemplazado por el AEA en 2009.
- AC con Argelia (1978),[127] reemplazado por el AEMEA en 2005.
- AC con Egipto (1978),[128] reemplazado por el AEMEA en 2004.
- AC con Macedonia del Norte (1998),[129] reemplazado por el AEA en 2004.
- AC con México (1991),[130] reemplazado por el AAE-CPC en 2000.
- AC con Marruecos (1978),[131] reemplazado por el AEMEA en 2000.
- Serbia y Montenegro-UE, reemplazado por Serbia (2000).
- AC con Túnez (1978),[132] reemplazado por el AEMEA en 1998.
- AC con Vietnam (1996)[133] reemplazado por el AAGC en 2016.
- La Convención de Lomé con los Estados de África, del Caribe y del Pacífico (1976,[134] 1981,[135] 1986,[136] 1991[137]), reemplazado por el Acuerdo de Cotonú en 2003.

Leyenda
| - AA = Acuerdo que establece un Acuerdo de Asociación/Acuerdo de Asociación - AAGC = Acuerdo de Asociación Global y Cooperación - ASR = Acuerdo sobre las relaciones - AC-DC = Acuerdo sobre Comercio, Desarrollo y Cooperación - AAIM = Acuerdo de asociación integral - AECG = Acuerdo Integral de Economía y Comercio - AC = Acuerdo de cooperación - ACUA = Acuerdo de Cooperación y Unión Aduanera - UA = Unión aduanera - ALCPI = Área de libre comercio profunda e integral - AAE = Acuerdo de asociación económica - AAE-CPC = Acuerdo de Asociación Económica, Coordinación Política y Cooperación | - AEEA = Acuerdo europeo que establece una asociación - EEE = Espacio Económico Europeo - AEMEA = Acuerdo euromediterráneo que establece una asociación - TLC = Tratado de Libre Comercio - AAM = Acuerdo de asociación mutua - AAC = Acuerdo de asociación y cooperación - AARC = Acuerdo de Asociación sobre Relaciones y Cooperación - AEA = Acuerdo de estabilización y asociación - ACCCE = Acuerdo de Comercio y Cooperación Comercial y Económica - ACCE = Acuerdo de Cooperación Comercial y Económica - ATCI = Asociación Transatlántica para el Comercio y la Inversión |